# اداره فدرال مهاجرت و پناهندگان (آلمان)

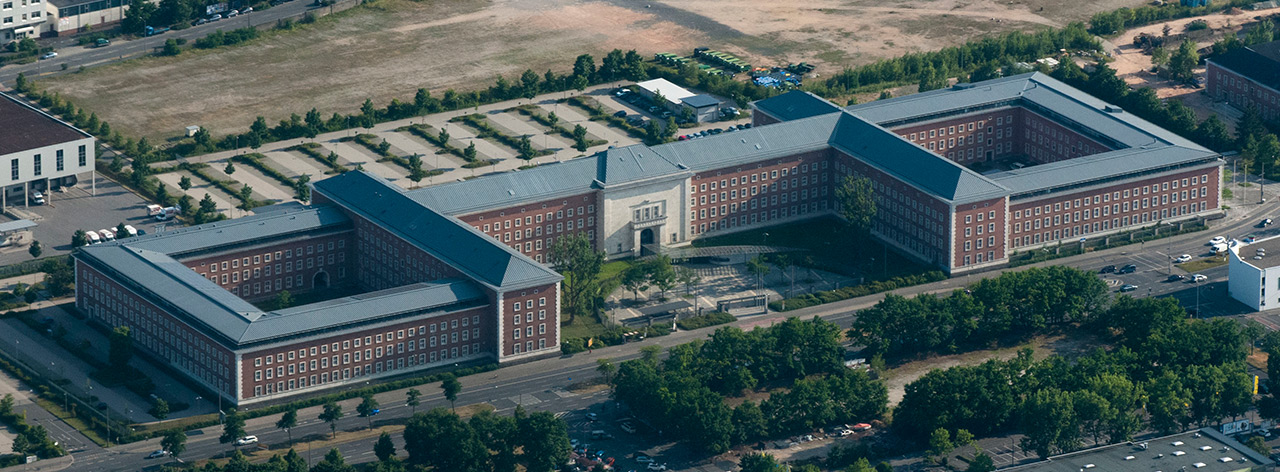
ساختمان اداره فدرال مهاجرت و پناهندگان در شهر نورنبرگ (المان) واقع شده است

Bundesamt für Migration und Flüchtlinge (اداره فدرال مهاجرت و پناهندگان، BAMF) که به اختصار بامف نیز نامیده می‌شود، یک اداره فدرال آلمان است که مسئولیت آن را وزارت کشور فدرال آلمان بر عهده دارد. مقر اصلی این اداره در شهر نورنبرگ واقع شده‌است. این اداره متولی موارد مربوط به مهاجرت در آلمان است و مسئولیت ثبت، ادغام و بازگرداندن مهاجران را بر عهده دارد. در کنار این‌ها، بامف به تقاضاهای پناهندگی رسیدگی می‌کند و در مورد درخواست‌های پناهندگی تصمیم‌گیری می‌کند.

## تاریخ
این اداره در ۱۲ ژانویه ۱۹۵۳ با نام "Bundesdienststelle für die Anerkennung ausländischer Flüchtlinge" (دفتر فدرال برای به رسمیت شناختن پناهندگان خارجی) در لانگواسر شهر نورنبرگ تأسیس شد.
در ۱۸ سپتامبر ۲۰۱۵، در جریان بحران مهاجران اروپا، فرانک-یورگن وایزه، رئیس آژانس کار فدرال آلمان Bundesagentur für Arbeit با حفظ سمت به عنوان رئیس بامف منصوب شد. از آنجایی که او برای این سمت جدید اجازه دریافت حقوق نداشت، بدون دریافت هیچ گونه پرداخت اضافی به عنوان رئیس بامف خدمت کرد و معاون بامف وظایف رئیس دفتر را بر عهده گرفت.
بامف در سال ۲۰۱۷ گزارش داد که از ۳۴۰۰۰۰ مهاجری که در دوره‌های زبان آلمانی در طول سال ۲۰۱۶ شرکت کردند، کمتر از نیمی از آنها در ۱۱۳۰۵۰ نمره قبولی گرفتند. مقامات مربوط در این خصوصی توضیحی ندادند.

### رسوایی رشوه ۲۰۰۰–۲۰۱۸
گفته می‌شود که اداره فدرال مهاجرت و پناهندگی برای اعطای پناهندگی رشوه دریافت کرده‌است و به دنبال این ادعاها، ۱۸۰۰۰ تاییدیه پناهندگی از سال 2000 باید بررسی شود. پس از این، شعبه برمن بامف از اختیار خود برای رسیدگی به درخواست‌های پناهندگی محروم شد و ۱۳ دفتر دیگر نیز به ظن بی‌نظمی در روند بررسی پرونده‌های پناهندگی زیر نظر قرار گرفتند. نتایج اولیه بازنگری از مارس ۲۰۱۹ نشان داد که روند عادی رسیدگی به درخواست پناهندگی در ۱۴۵ مورد نقض شده‌است. دادستان‌ها در آن مرحله فرض کردند که یک مدیر میانی اداره فدرال مهاجرت و پناهندگان با دو وکیل خصوصی همکاری کرده و در خصوص بعضی از پناهندگان که توسط وکلا سفارش شده بودند روند قانونی را طی نکرده بود. روابط شخصی و عشقی در گزارش‌ها به عنوان انگیزه احتمالی ذکر شد.

## آمار
بامف در آلمان مسئول مرکزی ثبت اتباع خارجی (AZR) است. این اداره همچنین تأمین کننده داده‌های یوروستت در زمینه آمار پناهندگی است. بامف داده‌های به روز شده را به صورت ماهانه در مورد تحولات در درخواست‌های پناهندگی ثبت شده در آلمان، در مورد ده کشور مبدأ با بیشترین تعداد متقاضیان وارد شده، و همچنین در مورد تصمیمات اتخاذ شده در مورد درخواست‌های پناهندگی و داده‌های آماری در مورد درخواست‌های پناهندگان که تحت قانون دوبلین قرار گرفته‌اند را منتشر می‌کند.

## ساختار
مراکز ورود
مراکز ورود، نقطه اصلی ورود به فرایند رسیدگی به پناهندگی هستند. در مراکز ورود تمام مراحل زیر یک سقف انجام می‌شود که برای پروسه پناهندگی ضروری است. این شامل معاینه پزشکی توسط ایالات، ثبت اطلاعات شخصی و بررسی هویت، درخواست، مصاحبه و تصمیم بامف در مورد درخواست پناهندگی، و همچنین توصیه اولیه در مورد دسترسی به بازار کار توسط اداره‌های کار محلی است.
شعبه ها/دفاتر منطقه ای
شعبه‌های بامف روند تشکیل پرونده، مصاحبه و تصمیم‌گیری در مورد پرونده‌های پیچیده‌تر پناهندگی را انجام می‌دهند. برخی از دفاتر شعب، که به عنوان «دفاتر منطقه ای» شناخته می‌شوند، یک نقطه تماس را برای سازمان‌هایی که فعالیت‌های یکپارچه سازی را انجام می‌دهند، ارائه می‌دهند و مسئولیت همپیوندی پناهجویان در محل را بر عهده دارند.
مراکز تصمیم‌گیری
در مراکز تصمیم‌گیری در مورد درخواست‌های پناهندگی آن دسته از متقاضیانی که قبلاً مصاحبه شده‌اند تصمیم‌گیری می‌شود. این مراکز به ویژه به درخواست‌های ارائه شده توسط پناهجوها از کشورهای مبدأ ناامن مانند سوریه، عراق و اریتره رسیدگی می‌کنند؛ بنابراین، مراکز تصمیم‌گیری بخشی از فشار را از مراکز ورود و شعبه‌های بامف می‌گیرند.

## همکاری بین‌المللی
بامف به عنوان نماینده آلمان برای تماس و همکاری با اداره حمایت از پناهندگی اروپا (EASO)، شبکه مهاجرت اروپا (EMN) و صندوق مهاجرت و ادغام پناهندگی (AMIF) عمل می‌کند.

## اداره

### بودجه
بودجه بامف توسط وزارت کشور فدرال تأمین می‌شود. در سال ۲۰۱۷، بودجه سالانه این آژانس حدود ۷۸۰ میلیون یورو بود.

### مدیریت
- آلبرت ماکسیمیلیان اشمید (۲۰۰۰–۲۰۱۰)
- مانفرد اشمیت (۲۰۱۰–۲۰۱۵)
- فرانک یورگن وایزه (۲۰۱۵–۲۰۱۶)
- یوتا کورت (۲۰۱۷–۲۰۱۸)
- از سال ۲۰۱۸ هانس اکارد زومر